# Perdita (biología)
Perdita es un género numeroso de abejas de la familia Andrenidae, nativas de Norte América y México, desde Canadá a Costa Rica. Hay más de 630 especies identificadas y debe haber otras 200 aún no descritas. Las abejas Perdita son generalmente muy pequeñas (2,0 mm to 10,0 mm) y a menudo de colores brillantes con reflejos metálicos y/o marcas amarillas o blancas. El género ha sido estudiado a fondo por P.H. Timberlake y por T.D.A. Cockerell, quienes han descrito la mayoría de las especies conocidas. La mayoría de las especies se especializan en polen de un número limitado de plantas (oligolécticos) de un solo género o de unos pocos géneros relacionados.
A veces son parasitadas por Neolarra abejas cuco que depositan sus huevos en los nidos de Perdita.